# Bollywood Movie Award/Pride of India Award
Der Bollywood Movie Award Pride of India Award ist eine Kategorie des jährlichen Bollywood Movie Awards für indische Filme in Hindi.
Liste der Preisträger:
| Jahr | Film       | Gewinner      |
| ---- | ---------- | ------------- |
| 1999 | Elizabeth  | Shekhar Kapur |
| 2000 | kein Preis | kein Preis    |
| 2001 | -          | Ashok Amritaj |
| 2002 | kein Preis | kein Preis    |
| 2003 | kein Preis | kein Preis    |
| 2004 | kein Preis | kein Preis    |
| 2005 | kein Preis | kein Preis    |
| 2006 | kein Preis | kein Preis    |
| 2007 | -          | Mira Nair     |